# Alcis euphiles
Alcis euphiles là một loài bướm đêm trong họ Geometridae.